# عبد الله بن دويرج
عبد الله بن علي بن محمد بن دويرج شاعر شعبي، لقبه (هدبان) من مواليد قرية جفن في منطقة السر في نجد. اتسمت حياته بشظف العيش والفقر الشديد وهذا ما يتضح في أغلب قصائده. رحل إلى عنيزة وكانت مدينة مزدهرة نشطه واسعة الخيرات ولكن حياته أستمرت على الفقر والشكوى. فضّل الشاعر التقوقع على النفس والاكتفاء بحياته الكادحة، ولم ينتقل إلى أي من دول الخليج العربي حيث كانت الكويت ساحة شعرية زاخرة بالمواهب والاحتكاك والظهور، كما لا يذكر أنه رحل كغيره إلى الحجاز حيث الملك فيصل حاكما هناك من قبل والده، وكان يفد إليه الشعراء من كل مكان فيجدون الرعاية. توفي في عنيزة ودفن فيها عام 1356 هـ.

## من أشعاره
قصيدته في مدينة عنيزة:
سقا الفيحا روايح بارقٍ يوضي كمـا البنّـور
حقوق والرعد له في قنوف المـزن زلزالـي
لكن ابه الطها جول المها اللي بالخلا مذيـور
إلى هبت ذعاذيـع الصبـا جـا لـه تعزالـي
ثمان اوجاب والرايح سنا برقـه يقـدّ النـور
من الجمعة إلى الاثنيـن والمامـور همالـي
من البربك إلى رامه وغربيـه ضفـا بحـدور
على وادي الرمة لين ان سيله يركب الجالـي
حقوق صيّب نافع على الفيحا وهـو مامـور
ومن قصائده قوله مخاطبا ابنه (مشعل) وكان يعمل في الحجاز:مضى العمر أنا والفقر يا شعيل حط وشيل
أنـا أقـواه يـوم وباقـي الايـام يقوانـي
أديـر الروابـع ليـن يقبـل سمـار الليـل
إلـى رحـت مـع سـوق ابغديـه لاقانـي
قلبني وله مع ساقتـي مثـل رجـد الخيـل
علـى وصلـتـي للـبـاب ولاه يتنـانـي